# Гордита
Гордита (испанско произношение: [ɡoɾˈðita] или гордитас) в мексиканската кухня е ястие, приготвено с маса и пълнено със сирене, месо или други плънки. Подобно е на колумбийската и венецуелската арепа. Гордита означава „закръглена“ на испански. Има две основни разновидности, първата е разпространена предимно в централната и южната част на Мексико, където ястието се пържи в дълбок подобен на уок тиган или комал, а втората се пече на обикновен комал. Най-често срещаният и представителен вариант на това ястие е „gordita de chicharrón“, пълена с чичарон (подправена яхния от свински пръжки), която е широко разпространена в Мексико. Гордита често се яде за обяд, с няколко вида сос.

## Разновидности
Гордита обикновено се приготвя като плътна тортиля. Тестото най-често се прави от никстамализирано царевично брашно, използвано често за тортили, но може да бъде и от пшенично брашно, особено в северно Мексико близо до границата със САЩ. Стара рецепта на царевичен гордитас използва маса кебрада (натрошено тесто), където царевичното брашно е грубо смляно, оставяйки парченца натрошено зърно.
В пържения вариант, след като масата е приготвена, тя се разделя на малки порции, след което всяка се пълни с месо и се оформя като продълговат диск. Тестеното изделие се потапя във врящо олио докато стане златисто и хрупкаво отвън. След готвене, гордитата се оставя да престои, за да се отцеди излишното олио, след което се прави малък прорез от едната страна, за да се отдели парата и прекомерната топлина, а вътре се изсипват сок от лайм и салса, което придава на гордитата характерния вкус. В някои региони на Мексико процепът се използва и за пълнене на допълнителни съставки, предимно дресинги като прясно сирене, салата от нопал, домати, гуакамоле, картофи, боб или раджас (сотирани ивици чили). По традиция, гордитас са пълни с чичарон, но има и местни вариации, които го заместват с пилешка яхния, дърпано телешко, карне Ал пастор, яйца с наденички чоризо, карнитас или пикадийо.
Печената гордита се приготвя почти по идентичен начин с обикновена тортила, само че е по-дебела. Когато масата е приготвена, чичаронът се смесва директно в тестото, вместо да се добавя по-късно. Оформя се като плосък кръг, след което се поставя в комал до готовност, като в повечето случаи не се добавя допълнително мазнина. Когато се нареже и напълни, този вид гордита изглежда като сандвич, приготвен с тортили вместо с хляб. Тази разновидност на рецептата е известна като Gordita de migas .

## Регионални разновидности
В централно Мексико гордитас обикновено варират от сравнително малки, но обемисти (около размера на детски юмрук) до диаметъра на „обикновена“ тортила. В северно Мексико те са по-големи и по-плоски.
В повечето случаи гордитас се пържат в растителна мазнина в дълбок тиган и малко олио, но магат и да се пържат дълбоко с много мазнина, при което се получава хрупкава коричка.
В Дуранго и други щати на Северно Мексико гордитас обикновено се правят от пшенично брашно и изглеждат като малки хлебчета пита. Тестото (маса) е идентично с това на тортила от пшенично брашно. Приготвя се на комал с поставено отгоре горещо парче метал, което прилича на ютия. Гордитата се пълни с пара, а от едната страна се изрязва малък прорез, където може да се напълни с гизадо.

## Подобни ястия
- Салвадорското ястие пупуса е подобно на гордита, с изключение на това, че е напълно запечатано и обикновено се сервира с куртидо, леко мариновано зеле.
- Във Венецуела и Колумбия арепа (вид царевичен хляб) често се сервира пълнена с различни съставки. Приготвя се по подобен начин като мексиканската гордита, само че крайното ястие е по-малко и по-тънко.
- В Китай ястието Roujiamo, което означава „месо, зашито в хляб“, е улична храна, произхождаща от кухнята на провинция Шанси и широко консумирано в цял Китай.

## Други видове гордитас
Веригата ресторанти за бързо хранене Taco Bell предлага гордита от пшенично брашно, която има малко сходство с гордитас, сервирана в Мексико, а е по-близка до тако от пита хляб.
В източно и централно Мексико „гордитас де ната“ (сметана gorditas) се консумират често като ястие за закуска или лека закуска. Това е сладка торта, подобна на малка, но изключително гъста палачинка, приготвена с млечен крем или със съсирена сметана, наречена ната в Мексико, канела, захар и бяло пшенично брашно. Наричат ги и „гордита“, поради външния си вид, подобен на оригиналната пържена гордита, но вкусът им е сладък, а не солен. Освен външния им вид, тази закуска не е свързана с оригиналната. Същото брашнено тесто, използвано за приготвяне на gorditas de nata, се използва и за готвене на вариант на плоска бисквитка, който чрез разширение се нарича още „гордита“, но за разлика от това е тънък и хрупкав, а не дебел. За разграничаване, тези плоски бисквитки се наричат „захарни гордитас“.